# Čudežna polja
Čudežna polja, pogovorno poimenovani tudi Čudežniki, so slovenska glasbena skupina.

## Kariera
Zametki skupine segajo v leto 1970, ko sta na II. gimnaziji v Mariboru Gorazd Elvič in Rudi Jazbec ustanovila gimnazijski ansambel. V prvotni zasedbi sta igrala še Slavko Delalut in Jaromir Jerabek. Nato se je 1972 formirala zasedba, ki v veliki meri traja še danes, in sicer so se Gorazdu in Rudiju pridružili Slavc (Ladislav) Kovačič (iz skupine Gift, pred tem Alarm), Zdenko Zagorac (iz skupine LSD, pred tem Alarm) in Andrej Modrijan, ki ga je na bobnih po nekaj letih zamenjal Danilo Karba. Skupina si je ime nadela po pesniški zbirki priznanega temnopoltega pesnika Langstona Hughesa, "Fields of Wonder". Leta 1972 so zmagali na Rock festivalu Zagreb '72.
Leta 1974 so pri založbi PGP RTB izdali svoj prvi singel s hitoma "Solze" in "Draga, ti si moja sreča". Ta plošča je bila sploh prva mala plošča slovenske rock skupine, izdana v slovenskem jeziku. Že naslednje leto je sledila naslednja uspešna mala plošča, ki je izšla pri založbi Jugoton, Hej, heja, hej.
Začeli so z bluesom in rockom, v času disko glasbe so postali hotelski ansambel in preigravali stare hite, v 80. in kasneje v 90. letih 20. stoletja pa so se preusmerili na pop glasbo, ki jo je zaznamovalo specifično večglasno petje, saj so na njihovo glasbeno pot vseskozi najbolj vplivali znameniti Beatli. Njihov največji hit je skladba "Poštar zvoni samo dvakrat", nič manj znane pa niso "Anamarie" (117.000 prodanih plošč), "Boogie dama" in nekatere druge iz opusa njihovih preko 140 avtorskih skladb. Poskušali so tudi na avstrijskem tržišču in 1991 posneli pesem v nemščini Marie Marie (Ko bom prišel). Uspešno priredbo maturantske himne Gaudeamus igitur so posneli po naročilu za TV oddajo Ex Libris.
V svoji karieri so posneli dva singla, 11 LP plošč, kaset in CD plošč, od katerih jih je šest doseglo zlato naklado, pet pa srebrno. Njihove avtorske skladbe so izšle tudi še na mnogih kompilacijah v Sloveniji in takratni Jugoslaviji. Med drugim so nastopili na vseh največjih festivalih nekdanje Jugoslavije (Opatija, Split, Zagreb, Beograd) in slovenskih (Slovenski popevki, na sedmih MMS, na enajstih festivalih Narečne popevke, Pop delavnici ...), ter festivalih in koncertih drugod po Evropi. Na festivalu v Gradcu so leta 1980 osvojili prvo nagrado z izvedbo svojega Beatles showa, več najvišjih nagrad pa so osvojili tudi na festivalih v Jugoslaviji in Sloveniji. 
Med letoma 2003 in 2009 skupina Čudežna polja ni bila veliko aktivna, februarja 2010 pa so na željo Dragana Buliča, glasbenega urednika RTV Slovenija, nastopili na velikem koncertu legend v Hali Tivoli, skupaj s še nekaterimi legendami 60. in 70. let.
Po koncertu so ponovno začeli več nastopati ter se po dolgih letih odpravili v snemalni studio.

## Spidi & Gogi
V začetku začetka devetdesetih sta se Slavc Kovačič in Gorazd Elvič kot duo Spidi in Gogi - Kavčič kot Spidi in Elvič kot Gogi - oddaljila od osnovne skupine Čudežna polja, da ta "ne bi postala preveč otroška" in osvojila tudi otroško občinstvo, V sodelovanju z Radiem Maribor in oddajo Pojoči srebrni konjiček sta pričela izvajati avtorske in prevzete otroške pesmi in zabavno-igrani program, s katerim sta nastopala po otroških prireditvah. Sicer so Čudežniki že pred tem igrali za otroke s hiti, kot so bili Tike tike tačke in Speedy Gonzales, Kovačič pa je nastopal tudi na otroškem delu festivala Melodij morja in sonca (pozneje FeNS). Spidi in Gogi sta kmalu ob začetku oddajanja programa POP TV dobila svojo oddajo Spidi in Gogi; pozneje se je oddaja kot Spidi in Gogi šov preselila na TV3. Kovačič je kot Spidi vodil tudi oddaji Mini super zvezda ter Super zvezda na NET TV in oddaji Mini zabava na Pika TV ter Spidi Kaktus top 8 na BK TV.

## Zasedba leta 1972−1990
- Zdenko Zagorac - klaviature, vokal
- Gorazd Elvič - kitara, vokal
- Slavko Kovačič - bas kitara, vokal
- Rudi Jazbec - kitara, vokal
- Andrej Modrijan - bobni (1972–1979)
- Danilo Karba - bobni (1979–)

## Zasedba leta 1990–2002
- Zdenko Zagorac - klaviature, vokal
- Gorazd Elvič - kitara, vokal
- Slavko Kovačič - bas kitara, vokal
- Danilo Karba - bobni

## Zasedba od leta 2010
- Zdenko Zagorac - klaviature, vokal
- Gorazd Elvič - kitara, vokal
- Slavko Kovačič - bas kitara, vokal
- Rudi Jazbec -  kitara, vokal
- Danilo Karba - bobni (feb. 2010–nov. 2010)
- Ivek Baranja - bobni (nov. 2010–)

## Diskografija

### EP/Singli
- Solze/Draga ti si moja sreča (1972)
- Hej, heja, hej/Sanje (1973)
- Takšni pjebi (1975)

### LP
- Bye, Bye Barbara (1985) (LD 1263)
- Čudežna polja III. (Cvetje v jeseni) (1986) (LD 1380)
- Čudežna polja IV. (Rokerji) (1987) (LD 1484)
- Čudežna polja V. (Tirili, tirilo) (1988) (LD 1624)
- Čudežna polja VI. (Lepa vanilija) (1989) (LD 1760)

### MC
- Čudežna polja (Poštar zvoni samo dvakrat) (1984) (KD 0963)
- Bye, Bye Barbara (1985) (KD 1263)
- Čudežna polja III. (Cvetje v jeseni) (1986) (KD 1380)
- Čudežna polja IV. (Rokerji) (1987) (KD 1484)
- Čudežna polja V. (Tirili, tirilo) (1988) (KD 1624)
- Čudežna polja VI. (Lepa vanilija) (1989) (KD 1760)
- Ko si srečen... (1991) (KD 1957)
- Čudežna polja VII. (25 ur na dan) (1992) (KD 2150)
- Techno Boom (1994) (KD 2257)
- Tri besede (1995) (KD 2330)

### CD
- Čudežna polja 20 let (1992)
- S Čudežnimi polji (1995)

## Nastopi na glasbenih festivalih in nagrade
- Srebrni »M«
- Vesela jeseni '75 - zmaga
- Rock festival Zagreb '72 - zmaga
- Rockovski festival Gradec '81 - zmaga

### Melodije morja in sonca
- 1982: Spomin je ostal namesto rož - nagrada strokovne žirije za najboljšega debitanta
- 1983: Silvia
- 1992: Morje, ti in jaz
- 1994: Nono Valentino

### EMA
- 1993: Nekdo igra klavir (Tadej Hrušovar - Dušan Velkaverh - Mojmir Sepe) - 6. mesto (59 točk)
- 1995: Dober dan, maj (Gorazd Elvič - Gorazd Elvič) - 11. mesto (50 točk)